# Michel Roberge
Michel Roberge (Ciutat de Quebec, 30 de gener de 1951) és un especialista de la gestió documental quebequès.

## Biografia
Diplomat a la Universitat Laval, ha estat successivament, des de 1975, arxiver a la Divisió dels arxius de la Universitat Laval, analista en gestió dels documents al Ministeri de les Riqueses naturals del govern del Quebec, responsable del desenvolupament dels sistemes a l'Arxiu nacional del Quebec (ANQ) on ha concebut el sistema SAFIR, avantpassat del sistema PISTARD per a la consulta dels fons i de les col·leccions d'arxiu. Va ser professor al Certificat en gestió dels documents administratius i de l'arxiu del UQAM abans de fundar, l'any 1985, la seva empresa de consultoria en gestió documental, GESTAR Experts en gouvernance documentaire que ha dirigit durant 32 anys.
Va publicar l'any 1983 la primera obra en francès sobre la gestió dels documents actius: La gestion des documents administratifs, reeditat més endavant sota els títols de La gestion de l'information administrative, L'essentiel de la gestion documentaire, i l'any 2009 La gestion intégrée des documents (GID) en format papier et technologiques. L'any 2009, publicava la primera obra en francès sobre la concepció, el desenvolupament, el desplegament i el manteniment d'un Schéma de classification hiérarchique des documents administratifs (esquema de classificació jeràrquica dels documents administratius). En el transcurs de la seva carrera professional, Michel Roberge ha consagrat diversos anys d'investigació per establir els principis directors (Metodologia DFA/ALO) que permet construir esquemes de classificació jeràrquics basats en les recomanacions de la norma ISO 15489:2001. A més, ha desenvolupat una metodologia de concepció, de desenvolupament, de desplegament, d'avaluació i de manteniment dels sistemes de GID: la Méthodologie DocumentFaire, metodologia exclusiva a GESTAR. Ha aportat igualment la seva col·laboració a l'elaboració de la 2a de la norma ISO 15489 i de les primeres normes de la sèrie 30300.
Michel Roberge ha donat classes també a col·legis i universitats del Quebec, al Canadà i a Catalunya. És també l'autor d'aplicacions informàtiques per a l'automatització de la gestió dels documents actius amb el programari Documentik.
El desembre de 2015, amb la publicació d'una primera novel·la, Zebrures écarlates, protagonitzada pel primer detectiu arxivista del Quebec, Ives d'Arch, a la recerca de documents d'arxiu perduts, robats o desapareguts, Michel Roberge va començar una nova carrera d'escriptor. També ha estat escrivint una obra de ficció, entre thriller i novel·la negra protagonitzada per un assassí en sèrie del Quebec obsessionat amb el tempus fugit.
Després d'haver abandonat, a l'agost 2016, l'ofici de professional de la gestió documental que havia practicat durant 42 anys, prossegueix actualment les seves activitats d'autora i d'editor d'obres especialitzades en gestió dels documents d'activitat.